# Muschel (Wappentier)
Die Muschel ist in der Heraldik ein Wappentier.
Die Darstellung beschränkt sich meist auf die Jakobsmuschel, benannt nach dem Apostel Jakobus dem Älteren. Sie wird auch Pilgermuschel genannt und ist seit 1250 Attribut des Heiligen. Seit dem Mittelalter kommt sie in Wappen vor, da sie ein Erkennungszeichen der Pilger auf dem Jakobsweg nach Santiago de Compostela in Spanien war. Sie wurde an der Kopfbedeckung getragen.

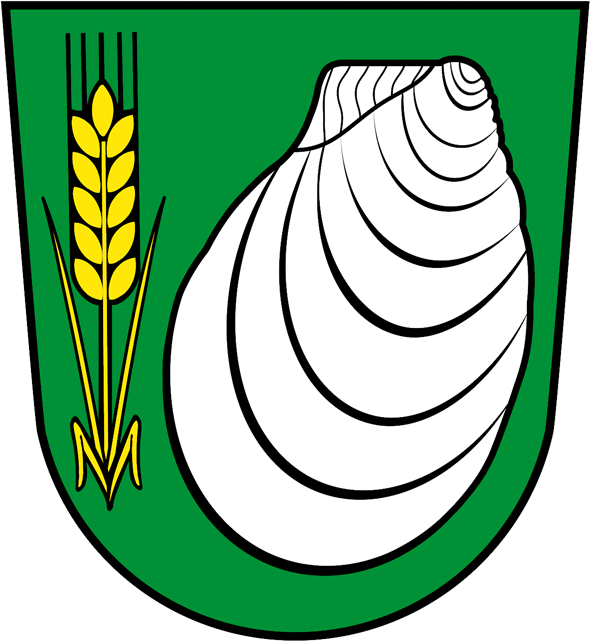
Wappen von Bad Sassendorf-Enkesen im Klei mit Kreidemuschel (Inoceramus lamarcki)
Wappen von Ennigerloh
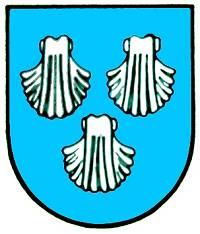
Wappen von Jakobwüllesheim
Wappen von Knokke-Heist
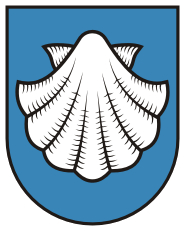
Wappen von Mainz-Kastel
(Historisches) Wappen von Bad Mingolsheim
Wappen von Prag 13
Wappen von Selma GR
Wappen von Wendrin
Wappen von Niederstedem

Diese gemeine Figur ist in französischen Wappen häufiger als in deutschen. Eine Mehrfachdarstellung im Schild überwiegt der Anzahl der Einzeldarstellung. In vielen Wappen wird die Muschel im Dreipass, also zwei über eins dargestellt. Die Dreizahl wird gern pfahl- oder balkenweise im Wappenschild gezeigt. Im Schildhaupt selbst wird nicht das Nebeneinander, sondern das 2:1 angestrebt. Im Schildbord ist sie in großer Anzahl. Die Gelenkseite nach oben ist die Regel.
Die Farbgebung (Tingierung) ist in allen Farben möglich, aber die Metalle Silber und Gold dominieren. Geöffnete Muscheln sind selten. Die Muschel wird auch als Beizeichen verwendet.

## Papstwappen und Pilgermuschel

Papstwappen von Benedikt XVI. (2005–2013)

Kardinalswappen von Joseph Kardinal Ratzinger

Benedikt XVI. wählte für sein Papstwappen unter anderem die Große Pilgermuschel, die auch in seinem Wappen als Erzbischof von München und Freising enthalten war. Im Bildteil seiner Autobiografie werden hierfür mehrere Deutungen angeboten:
1. als Bezug zu Benedikts Promotionsthema Augustinus, in dessen Vita die Muschel als Zeichen der Unerschöpflichkeit Gottes eine Bedeutung hat. Die Tingierung im Wappen des Erzbischofs in silber-blau und blau-gold zeigt die in Wasser (das Meer) getauchte Muschel mit Bezug auf diese Deutung,
2. als Hinweis darauf, dass das Lebes eines Christen als Pilgerweg zu Gott verstanden werden kann,
3. die Andeutung einer Kontinuität mit Johannes Paul II., der sich in seinem Amt in diesem Sinn auch als Pilger verstanden hat,
4. als Ausdruck Benedikts Verbundenheit zu Regensburg und der dortigen Schottenkirche St. Jakob.

Wappen Diana Spencer, Princes of Wales (1996–1997)

Wappen von William, Duke of Cambridge

## Beispiele
Im Staatswappen Guinea-Bissaus ist sie ebenso anzutreffen wie auch als Symbol des Mineralölkonzerns Shell.